# 31 Девы
d¹ Девы (лат. d¹ Virginis), 31 Девы (лат. 31 Virginis), HD 110423 — двойная звезда в созвездии Девы на расстоянии приблизительно 267 световых лет (около 81,8 парсек) от Солнца.

## Характеристики
Первый компонент (HD 110423) — белая звезда спектрального класса A0V, или A0, или A2V. Визуальная звёздная величина звезды — +5,579m. Масса — около 2,79 солнечной, радиус — около 2,326 солнечного, светимость — около 28,17 солнечной. Эффективная температура — около 9665 K.
Второй компонент (WDS J12420+0648B) — оранжево-жёлтая звезда спектрального класса K-G. Визуальная звёздная величина звезды — +10,1m. Эффективная температура — около 4988 K. Удалён на 4,1 угловой секунды.

## Планетная система
В 2019 году учёными, анализирующими данные проектов Hipparcos и Gaia, у звезды обнаружена планета HIP 61968 b.